# Køge Provsti
Køge Provsti er et provsti i Roskilde Stift.  Provstiet lå førhen i Greve Kommune, Køge Kommune, Ramsø Kommune og Solrød Kommune, nu omfatter det Køge Kommune.
Køge Provsti består af 15 sogne med 17 kirker, fordelt på 9 pastorater.

## Pastorater
| Pastorater i Køge Provsti                       | Pastorater i Køge Provsti | Pastorater i Køge Provsti             |
| ----------------------------------------------- | ------------------------- | ------------------------------------- |
| Bjæverskov-Lidemark-Gørslev-Vollerslev Pastorat | Boholte Pastorat          | Borup-Kimmerslev-Nørre Dalby Pastorat |
| Ejby Pastorat                                   | Herfølge Pastorat         | Højelse-Lellinge Pastorat             |
| Køge Pastorat                                   | Sædder Pastorat           | Ølsemagle Pastorat                    |

## Sogne
| Sogne i Køge Provsti | Sogne i Køge Provsti | Sogne i Køge Provsti |
| -------------------- | -------------------- | -------------------- |
| Bjæverskov Sogn      | Boholte Sogn         | Borup Sogn           |
| Ejby Sogn            | Gørslev Sogn         | Herfølge Sogn        |
| Højelse Sogn         | Kimmerslev Sogn      | Køge Sogn            |
| Lellinge Sogn        | Lidemark Sogn        | Nørre Dalby Sogn     |
| Sædder Sogn          | Vollerslev Sogn      | Ølsemagle Sogn       |